# Port Imperial Street Circuit
A Port Imperial Street Circuit egy soha el nem készült Formula–1-es utcai versenypálya New Jerseyben. Hossza 5,2 km lett volna, 19 kanyarral. A pálya a New Jersey-i nagydíjnak adott volna otthont 2013-tól. A New Jersey-i nagydíj eredetileg a 2014-es szezonra csúszott volna, de végül nem került be a versenynaptárba, így a pálya sem készült el, csupán a tervei, amiket a több versenypályát is tervező Hermann Tilke készített.

## Fordítás
- Ez a szócikk részben vagy egészben  a   Port Imperial Street Circuit című angol Wikipédia-szócikk fordításán alapul.  Az eredeti cikk szerkesztőit annak laptörténete sorolja fel. Ez a jelzés csupán a megfogalmazás eredetét és a szerzői jogokat jelzi, nem szolgál a cikkben szereplő információk forrásmegjelöléseként.